# Cabo Jinmu
Cabo Jinmu es parte en términos administrativos de la ciudad de Sanya, en la isla y provincia de Hainan, China. Está situado en la latitud 18 ° 9'30 "N, Longitud 109 ° 34'24" E, a unos 20 kilómetros de Sanya en sí misma. El cabo se destaca por ser el punto más meridional de China (las reivindicaciones territoriales de China a pesar incluyen las más sureñas Islas Spratly). Un faro se encuentra en ella.
En 1996, el gobierno chino anunció que el cabo Jinmu iba a ser considerado como una de las líneas de base marítimas de China.